# Інісмей
Інісмей (грец. ΙΝΙϚΜΕΩϚ) (80-ті рр.) — династ аорсів, наступник та родич династа Фарзоя, відомий передусім за нетривалим карбуванням срібної монети у Ольвії.
Наявність тамги на монетах Інісмея дала можливість для подальшої інтерпретації деяких археологічних пам'яток, насамперед поховань біля с. Пороги (Вінниччина), відкритих 1984 року, одне з яких вважається похованням Інісмея.
Етимологію не визначено, можливо з д.іран. *māya- — укр. радість, щастя, задоволення у другій складовій.